# Млинок (Коростенський район)
Млино́к — село в Україні, в Коростенському районі Житомирської області. Входить до складу Олевської міської громади. Населення становить 129 осіб.

## Географія
Село розташоване на правому березі річки Горна.

## Історія
Під час організованого радянською владою Голодомору 1932—1933 років померло щонайменше 2 жителі села.
Колишній орган місцевого самоврядування — Покровська сільська рада.

## Населення
Згідно з переписом УРСР 1989 року чисельність наявного населення села становила 159 осіб, з яких 69 чоловіків та 90 жінок.
За переписом населення України 2001 року в селі мешкало 129 осіб. 100 % населення вказало своєю рідною мовою українську мову.